# Герань крымская
Герань крымская (лат. Geranium tauricum) —— многолетнее растение рода герань (Geranium) семейства гераниевые (Geraniaceae).

## Распространение
Эндемик Крымского полуострова. Произрастает преимущественно на южном побережье, в лесах, кустарниках, по склонам.

## Биологическое описание
Многолетнее растение с коротким корневищем и пучком веретеновидно-утолщенных корней. Стебли восходящие, опушенные прижатыми, вниз обращенными волосками. Листья в очертании округлые, с клиновидными, трехнадрезанно-зубчатыми долями. Прилистники ланцетно-линейные. Цветоножки парные, при плодах отклоненные. Чашелистики прижато-опушенные, с лиловатым окрасом спинки, лепестки по форме обратнояйцевидные, светло-фиолетовые, длиной 15-17 мм, шириной 8-10 мм.
Цветение происходит в мае, плодоношение в июне.